# Óscar Cabedo
Óscar Cabedo Cardá (ur. 12 listopada 1994 w Ondze) – hiszpański kolarz szosowy.
W swojej karierze kilkukrotnie uczestniczył w wyścigu Vuelta a España.
Kolarstwo uprawiał również jego brat, Víctor Cabedo.

## Osiągnięcia
Opracowano na podstawie:
2021
- 19. miejsce w Vuelta a España

## Rankingi
| Rok             | 2018  | 2019  | 2020  | 2021  | 2022  | 2023  |
| --------------- | ----- | ----- | ----- | ----- | ----- | ----- |
| World Ranking   | 1651. | 3001. | 1329. | 1009. | 1195. | 1165. |
| UCI Europe Tour | 1364. | 1846. | 1013. | 748.  | 835.  | -     |
|                 |       |       |       |       |       |       |
| Źródło: UCI     |       |       |       |       |       |       |